# Pseudellipanthus
Pseudellipanthus es un géneros con dos especies de plantas fanerógamas perteneciente a la familia de las connaráceas. 
Está considerado un sinónimo del género Ellipanthus Hook. f.

## Especies seleccionadas
- Pseudellipanthus beccarii
- Pseudellipanthus peltatus